# Johannes a Lasco Bibliothek
Die Johannes a Lasco Bibliothek (JALB) ist eine außeruniversitäre, öffentliche und jedermann zugängliche geisteswissenschaftlich und theologisch ausgerichtete Spezialbibliothek und Bildungseinrichtung in Emden. Namensgebend ist der aus Polen stammende Reformator Johannes a Lasco, der zwischen 1540 und 1555 in Emden wirkte. Besondere Sammelgebiete sind die Geschichte und Theologie des reformierten Protestantismus, die Konfessionsgeschichte der Frühen Neuzeit und die Landesgeschichte Ostfrieslands. Es ist die bedeutendste Bibliothek ihrer Art. Außerdem hat das Haus auch einen beachtlichen musealen Teil.

## Geschichte

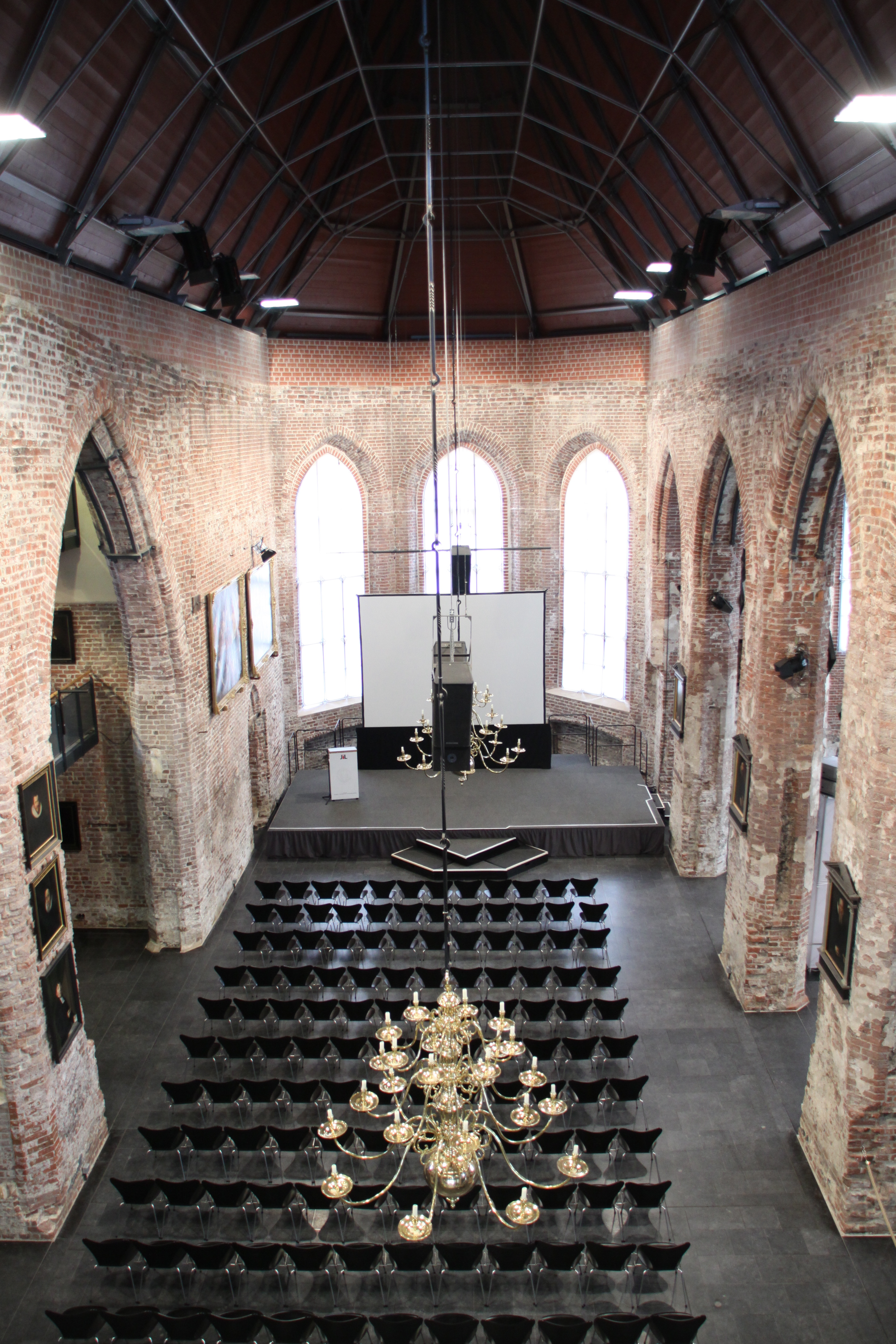
Innenraum der Johannes a Lasco Bibliothek

Die Johannes a Lasco Bibliothek geht auf das Archiv und die seit 1559 bestehende Büchersammlung der reformierten Gemeinde Emden zurück, diese war die Privatbibliothek des Kirchenältesten Gerhard tom Camp. Sie dient heute als öffentliche Bibliothek mit dem Schwerpunkt reformierter Protestantismus. In dieser Funktion ist sie eine wichtige Forschungsstätte – auch im europäischen Rahmen. Nach dreijähriger (Um-)Bauzeit wurde die Bibliothek 1995 in den Ruinen der 1943 bei einem Luftangriff zerstörten Großen Kirche eröffnet.
Die Bibliothek, in Trägerschaft der kirchlichen „Stiftung Johannes a Lasco Bibliothek Große Kirche Emden“, wurde 2001 vom Deutschen Bibliotheksverband und der Zeit-Stiftung zur Bibliothek des Jahres gewählt. Die JALB wird seit 1995 neben den Stiftern insbesondere durch die Deutsche Forschungsgemeinschaft (DFG) in ihrem Erwerbungs- und Veranstaltungsprogramm unterstützt. Ebenso fördert die DFG finanziell in erheblichem Maße die Altbestandserschließung sowie Editionsvorhaben der JALB.
Aus finanziellen Gründen musste im Herbst 2008 dem Direktor und einem Großteil der Mitarbeiter gekündigt werden und die Bibliothek wurde geschlossen. Der bibliothekarische und wissenschaftliche Betrieb wurde vorübergehend eingestellt; Veranstaltungen fanden weiterhin statt. Bis zu ihrer Schließung 2008 war die Johannes a Lasco Bibliothek außerordentliches Mitglied des Verbandes Bibliothèques européennes de théologie (BETH), ein Ausdruck ihrer herausragenden Bedeutung.
Seit Mai 2010 ist die Bibliothek wieder öffentlich zugänglich, nachdem Anfang des Jahres eine Finanzhilfe der Evangelischen Kirche in Deutschland und ihrer Mitgliedskirchen von sieben Millionen Euro die Wiedereröffnung ermöglichte. Die Stiftungsaufsicht liegt bei der Evangelisch-reformierten Kirche in Leer (Ostfriesland).

## Bestände der Bibliothek
Die JALB besitzt unter anderem Bücher aus den Bibliotheken von Erasmus von Rotterdam, Johannes a Lasco, Albert Ritzaeus Hardenberg und Petrus Medmann. Besonders wertvoll ist auch die erst 1993 übernommene bibliophile Sammlung des Kaufmanns Johann Philipp Janssen, die rund 2.000 Titel umfasst, darunter 20 Inkunabeln und mehrere wertvolle Drucke des 16. Jahrhunderts. Janssen schenkte sie der Bibliothek. Gemäß seiner Verfügung ist sie in einem eigenen Raum untergebracht.

## Veranstaltungen
Im Gebäude finden auch Konzerte, Vorträge, Ausstellungen und andere kulturelle Veranstaltungen statt. Seit 2001 wird ein Archiv mit Bildmaterial aufgebaut, das den Zustand Emdens vor dem Zweiten Weltkrieg dokumentieren soll.

## Architektur
Der Saal (das wieder aufgebaute Kirchenschiff) gilt als einer der schönsten musealen Veranstaltungsräume Norddeutschlands. Er hat eine hervorragende Akustik und bietet bis zu 400 Besuchern Platz.
In die im 15. Jahrhundert errichtete und 1943 bei einem Luftangriff zum Teil zerstörte Kirche wurden Elemente moderner Industriearchitektur eingebaut.

## Personen
- Heinold Fast, langjähriger Leiter der Evangelisch-reformierten Bibliothek Emden (Vorgängerin der Johannes a Lasco Bibliothek)
- Walter Schulz, Initiator des teilweisen Wiederaufbaues der Großen Kirche als Johannes a Lasco Bibliothek und von 1993 bis 2008 Vorstand der Stiftung und Direktor der Johannes a Lasco Bibliothek
- J. Marius J. Lange van Ravenswaay,  Wissenschaftlicher Vorstand der Johannes a Lasco Bibliothek  von 2010 bis 2017.